# شیشه بوهمی

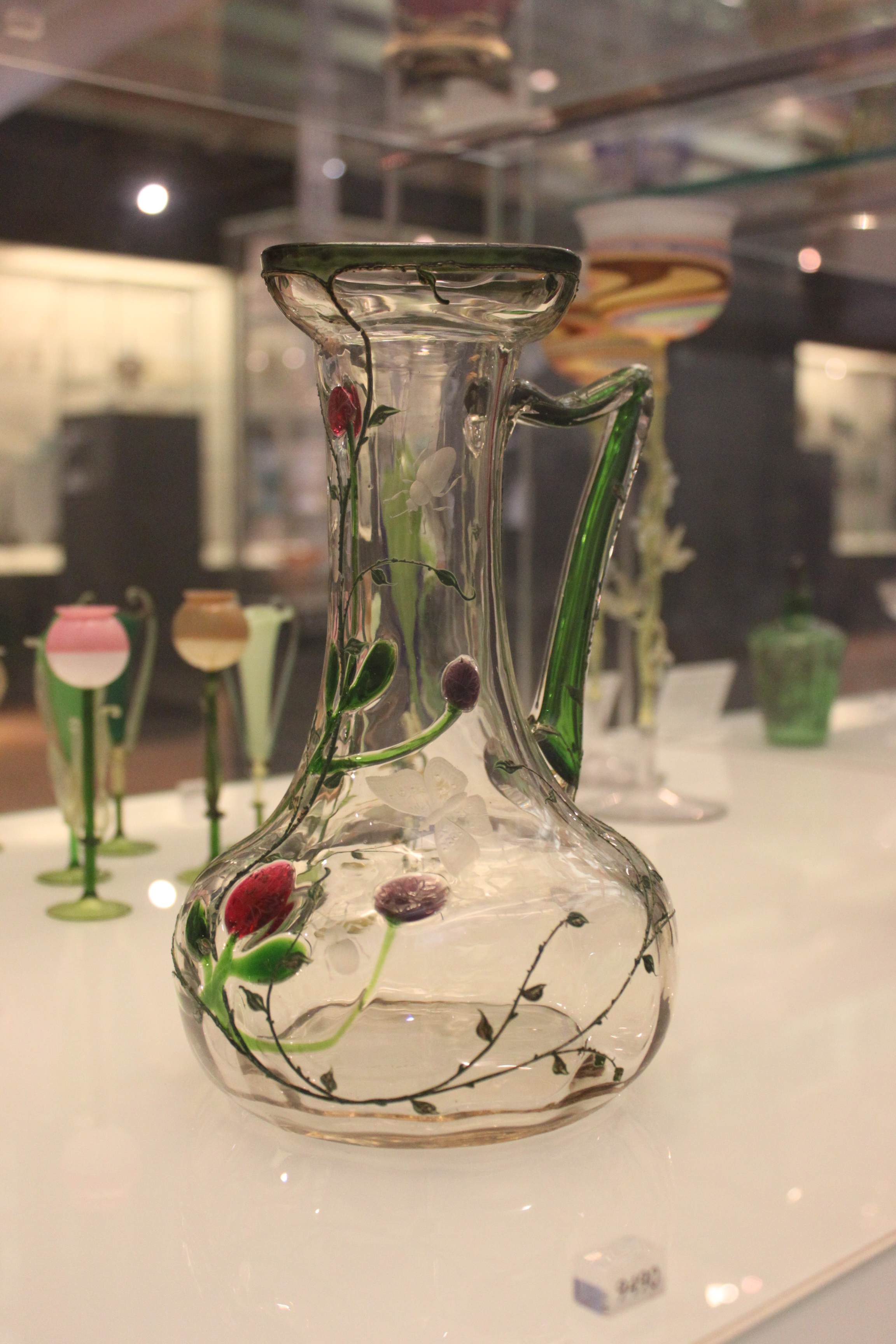
کوزه بوهمی. تولید شده در Karlsbad (Karlovy Vary) توسط L. Moser & Söhne (حدود ۱۹۰۰)

شیشه بوهمی که به آن کریستال بوهمی نیز گفته می‌شود، شیشه ای است که در مناطق بوهمیا و سیلسیا، که اکنون بخشی از جمهوری چک هستند، تولید می‌شود. تاریخچه ای طولانی دارد که در سطح بین‌المللی به دلیل کیفیت بالا، ساخت، زیبایی و طرح‌های اغلب نوآورانه اش شناخته شده‌است. ظروف شیشه‌های تزئینی دست-تراش، حکاکی-شده، دمیده یا نقاشی شده، از لیوان باریک شامپاین گرفته تا لوسترهای عظیم، زیور آلات، مجسمه‌ها و سایر اقلام شیشه ای، که از جمله شناخته شده‌ترین کالاهای صادراتی چک هستند و به عنوان سوغاتی توریستی بسیار محبوب هستند. جمهوری چک، بستر استودیوها و مدارس شیشه سازی متعددی است که دانش آموزان داخلی و خارجی در آنها تحصیل می‌کنند.
قدمت قدیمی‌ترین کاوش‌های باستان‌شناسی در خصوص سایت‌های شیشه‌سازی این منطقه به حدود سال ۱۲۵۰ برمی‌گردد که در کوه‌های Lusatian در شمال بوهمیا واقع شده‌اند. دیگر مکان‌های قابل‌توجه چک برای شیشه‌سازی در طول اعصار Skalice (به آلمانی: Langenau), Jablonec nad Nisou, Železný Brod, Poděbrady, Karlovy Vary, Kamenický Šenov (آلمانی: Steinschönau) و نووی بور (آلمانی: Haida) هستند. تعدادی از این شهرها موزه‌های شیشه ای مخصوص به خود را دارند که قدمت اقلام زیادی از آن‌ها مربوط به سال ۱۶۰۰ است. Jablonec nad Nisou به ویژه به دلیل سنت محلی تولید جواهرات شیشه ای مشهور است. تاریخ طولانی آن توسط مجموعه‌های بزرگ در موزه شیشه و جواهرات در Jablonec Nad Nisou ثبت شده‌است.
از مشهورترین تولیدکنندگان شیشهٔ چک می‌توان به موارد زیر اشاره کرد: Moser (که لوکس‌ترین برند چک به حساب می‌آید)، Rückl (به عنوان مثال لیوان ملکه بریتانیا الیزابت دوم، تولید آنها است) و Crystalex (بزرگ‌ترین تولیدکننده لیوان‌های نوشیدنی چک، دارای علامت تجاری بوهمیا کریستال).

## کریستال در مقایسه با شیشه
در کشورهای مختلف معنای کریستال در مقایسه با شیشه متفاوت است. در بیشتر دنیای غرب، کلمه «کریستال» به معنای شیشه سربی است که حاوی اکسید سرب است. در اتحادیه اروپا، برچسب گذاری محصولات «کریستالی» توسط دستورالعمل شورای 69/493/EEC تنظیم می‌شود که بسته به ترکیب شیمیایی و خواص مواد، چهار دسته را تعریف می‌کند. فقط محصولات شیشه ای حاوی حداقل ۲۴ درصد اکسید سرب می‌توانند به عنوان «کریستال سرب» شناخته شوند. محصولات دارای اکسید سرب کمتر یا محصولات شیشه ای با اکسیدهای فلزی دیگر (که به جای اکسید سرب استفاده می‌شوند)، باید دارای برچسب «کریستالین» یا «شیشه کریستال» باشند. در ایالات متحده خلاف این صادق است - شیشه اگر حتی فقط ۱٪ سرب داشته باشد به عنوان «کریستال» تعریف می‌شود. اگرچه در بین اتحادیه اروپا، در جمهوری چک، اصطلاح «کریستال» معمولاً برای هر شیشه نفیس و با کیفیت بالا استفاده می‌شود.
وجود سرب در کریستال شیشه را نرم کرده واستفادهٔ آن را برای برش و حک کردن راحت تر می‌کند. سرب وزن شیشه را افزایش می‌دهد و باعث می‌شود که شیشه نور بیشتری را پخش کند. اگر سختی حداکثر مورد نظر باشد، شیشه می‌تواند تا حتی ۴۰ درصد سرب داشته باشد. از طرف دیگر، اگر کریستال دارای نسبت بالایی از اکسید باریم باشد، می‌تواند کمتر از ۲۴ درصد سرب داشته باشد که در این صورت پراش نور با کیفیت بالا نیز تضمین می‌شود. اصطلاح «نیمه کریستال» در شیشه سازی برای شیشه‌هایی با سطح نسبتاً پایین سرب استفاده شده‌است.

## تاریخچه
در حال حاضر بوهمیا بخشی از جمهوری چک است، که به دلیل شیشه‌های زیبا و رنگارنگ خود در دوران رنسانس مشهور شده‌است. تاریخچه شیشه بوهمی به دلیل فراوانی منابع طبیعی یافت شده در حومه شهر آغاز شد.
کارگران شیشه بوهمیایی کشف کردند که ترکیب پتاس با گچ شیشه بی‌رنگ شفاف ایجاد می‌کند که پایدارتر از شیشه ایتالیایی است. در قرن شانزدهم اولین بار اصطلاح کریستال بوهمی برای مشخص کردن کیفیت آن به نسبت شیشه ساخته شده در جاهای دیگر استفاده شد. آن طور که معمولاً گمان می‌شود، این شیشه حاوی سرب نبود. شیشه چک را می‌توان با چرخ برش داد. همچنین، از منابعی مانند چوب نیز برای پخت در کوره و همین‌طور برای تولید پتاس بر اثر سوزاندن و از خاکستر حاصله استفاده می‌شد. مقادیر زیادی سنگ آهک و سیلیس نیز وجود داشت. در قرن هفدهم، کاسپار لمان، سنگ تراش امپراتور رودولف دوم در پراگ، تکنیک نقش زدن جواهر با چرخ‌های مس و برنز را با شیشه تطبیق داد. در طول این دوره، سرزمین‌های چک به تولیدکننده غالب ظروف شیشه‌ای تزئینی تبدیل شدند و تولید محلی شیشه، شهرت بین‌المللی به سبک باروک از سال ۱۶۸۵ تا ۱۷۵۰ را به همراه آورد.